# Црква Светих Петра и Павла у Дубу
Црква Светих Петра и Павла у Дубу, насељеном месту на територији општине Бајина Башта, припада Епархији жичкој Српске православне цркве.
Цркву посвећену Светим апостолима Петру и Павлу, освештао је 3. септембра 1939. године Епископ жички епископ Николај.